# Sectorul Rîșcani
Rîșcani, también puede aparecer escrito Râșcani, es uno de los cinco sectores en los que se divide administrativamente Chișinău, capital de Moldavia. La administración local se rige por un pretor nombrado por la administración de la ciudad. Gobierna sobre una parte de la ciudad de Chișinău en sí (parte noreste), el municipio de Cricova y las comunas de Ciorescu, Grătiești y Stăuceni. El sector tiene una alta densidad de población rusa y ucraniana.
El nombre del sector procede de la familia Râșcanu, concretamente de Constantin Râșcanu. En 1770 fue uno de los gobernadores de Chișinău y fundó la Iglesia de los Santos Constantin y Elena. Existen otras localidades en Moldavia llamadas Rîșcani, y para distinguir al sector de los demás topónimos se refieren los locales a este como Riscanovca. La arteria principal del sector es el Bulevar Moscú (en rumano: Bulevardul Moscova y en ruso: Московский проспект, Moskovskiy prospekt).

## Historia
La historia moderna del sector Rîşcani comienza el 12 de abril de 1941, cuando un Decreto del Presídium del Sóviet Supremo de la República Socialista Soviética de Moldavia dividió Chișinău en tres distritos: Lenin, Krasnoarmeisk y Stalin, el actual Rîşcani. El 28 de noviembre de 1961, el distrito fue renombrado distrito (o raión) Octubre. La composición de los soviets de distrito incluyeron Rîșcani y Muncești. El nombre actual fue restituido el 25 de septiembre de 1991.